# Zuiveringschap
Een zuiveringschap, ook wel geschreven zuiveringsschap, was, vooral in de periode tussen 1970 en 2000, een waterschap in Nederland, verantwoordelijk voor de waterkwaliteit in een bepaald gebied.
Alle zuiveringschappen zijn opgegaan in waterschappen die zowel voor het waterpeil als voor de waterkwaliteit verantwoordelijk zijn ("all-in-waterschappen").

## Lijst van voormalige zuiveringschappen in Nederland
- Zuiveringsschap Amstel- en Gooiland, 1975-1996, opgegaan in het Hoogheemraadschap Amstel, Gooi en Vecht
- Zuiveringsschap De Donge, 1950-1970, opgegaan in het Waterschap West-Brabant (dat in 2004 is opgegaan in waterschap Brabantse Delta)
- Zuiveringsschap Drenthe, 1970-2000, taken overgenomen door verscheidene waterschappen
- Zuiveringschap Hollandse Eilanden en Waarden, taken in 2005 overgenomen door Hoogheemraadschap van Schieland en de Krimpenerwaard en waterschap Hollandse Delta
- Zuiveringschap Limburg, taken overgenomen door waterschappen Roer en Overmaas en Peel en Maasvallei
- Zuiveringsschap Oostelijk Gelderland, 1971-1997, opgegaan in het waterschap Rijn en IJssel
- Zuiveringsschap Rivierenland, in 2002 opgegaan in het waterschap Rivierenland
- Zuiveringsschap Veluwe, in 1997 opgegaan in het Waterschap Veluwe (dat in 2013 is opgegaan in waterschap Vallei en Veluwe)
- Zuiveringschap West-Overijssel, in 1997 opgegaan in waterschap Groot Salland